# Нойкирхен-ам-Вальде
Нойкирхен-ам-Вальде (нем. Neukirchen am Walde) — ярмарочная коммуна (нем. Marktgemeinde) в Австрии, в федеральной земле Верхняя Австрия. 
Входит в состав округа Грискирхен.  Население составляет 1612 человек (на 31 декабря 2005 года). Занимает площадь 16 км². Официальный код  —  40817.

## Политическая ситуация
Бургомистр коммуны — Курт Кайзерзедер (АНП) по результатам выборов 2003 года.
Совет представителей коммуны (нем. Gemeinderat) состоит из 19 мест.
- АНП занимает 13 мест.
- СДПА занимает 4 места.
- АПС занимает 2 места.